# Země Keltů
Země Keltů je projekt neziskové organizace Boii, který se zabývá prezentací původního keltského osídlení v okolí Nasavrk v Železných horách (Pardubický kraj), a který zaštiťuje především vzdělávací a kulturní akce pro školy a širokou veřejnost. Centrem projektu je keltský skanzen, na jehož vybudování se podílejí velkou měrou především dobrovolníci, kteří každý rok v rámci dobrovolnických brigád skanzen Země Keltů neustále rozšiřují a zušlechťují. . Každoročně se v rekonstrukci keltského oppida pořádá mnoho kulturních akcí, které cílí na přiblížení keltské kultury návštěvníkům skanzenu. Hlavním cílem organizace je zachovat a prezentovat keltské kořeny široké veřejnosti, uchování historických tradic a rozvoj dobrovolnictví.

## Části Země Keltů

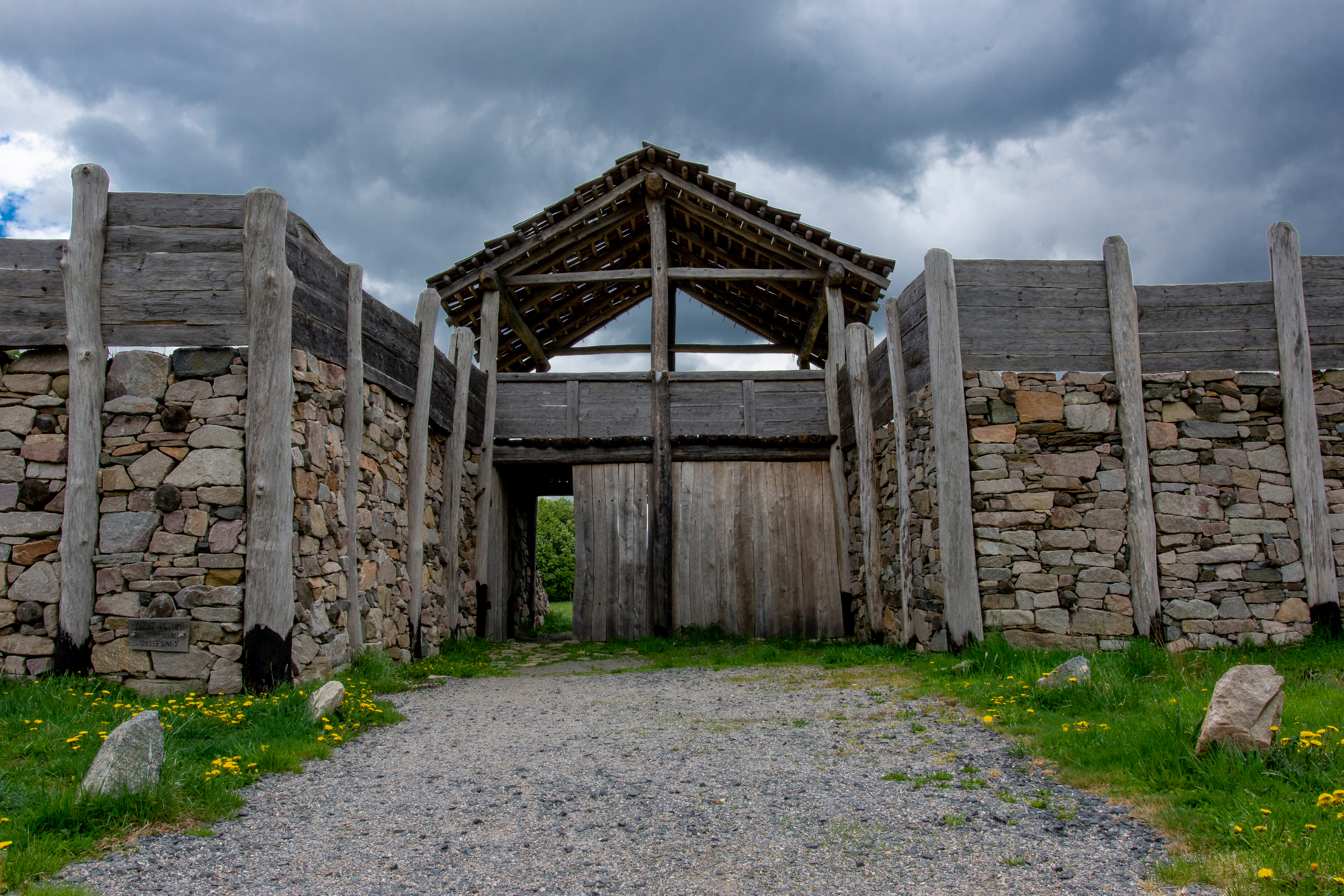
Vstupní brána oppida

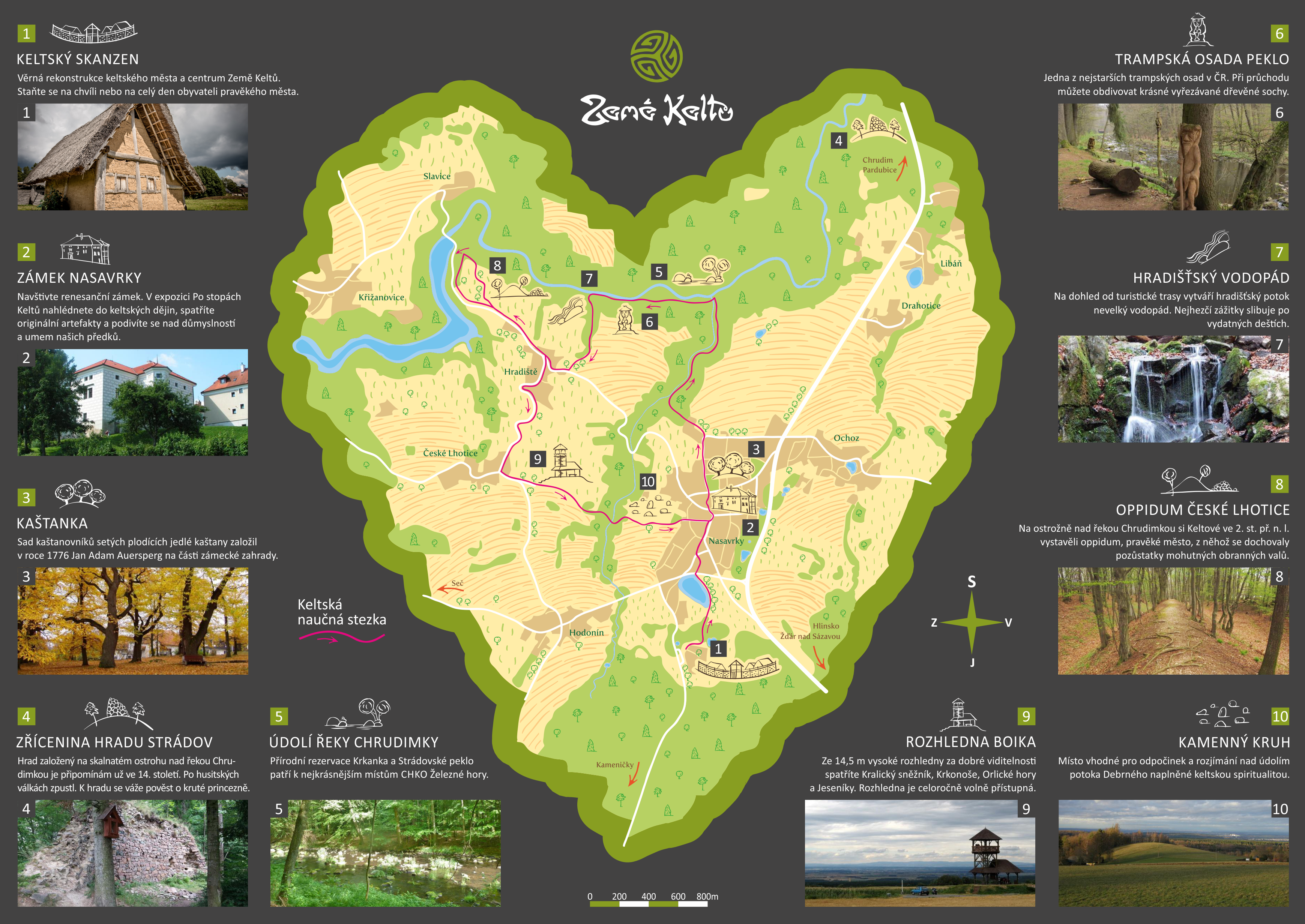
Části Země Keltů

### Keltský skanzen
Keltský skanzen Nasavrky se nachází v obci Nasavrky, v okrese Chrudim. Je rekonstrukcí keltského oppida z doby přibližně 1. století př. n. l. Od dubna do října nabízí návštěvníkům komentované prohlídky, i možnost zapojit se do kulturně-vzdělávacích akcí. Ve skanzenu se pravidelně pořádá Den dětí, Medobraní, Jablkobraní, Den řemesel a jarní i předvánoční programy. Mezi největší oslavy patří tradičně Samhain a Lughnasad a sportovní akce Železný Kelt/ka. Země Keltů nabízí řemeslné programy pro školy a zájezdové programy pro veřejnost.

### Expozice Po stopách Keltů
Expozice Po stopách Keltů se nachází v nasavrckém zámku. Představuje kulturu mladší doby železné v Nasavrkách a detailně se zaměřuje na život v oppidu, které stálo v 1. a 2. století př. n. l. nad řekou Chrudimkou.  

### Naučná stezka
Keltská stezka Železnými horami vede místy původního keltského osídlení v okolí Hradiště a Nasavrk, zbytkem oppida u Českých Lhotic a na rozhlednu Boika.

### Oppidum České Lhotice
Pozůstatky keltského oppida z 2. století př. n. l. nad řekou Chrudimkou jsou chráněny jako kulturní památka.

## Kulturní akce

### Lughnasad
Jeden z osmi hlavních keltských svátků, který oslavuje sklizeň a slaví se zpravidla na přelomu července a srpna. Od roku 2007 pořádá Boii festival, který přibližuje keltské zvyky spjaté s obdobím sklizně, i umělecké směry s keltskou kulturou spjaté.  V průběhu let se festival stal největším svého druhu v České republice, a návštěvníkům nabízí ukázku tradičních keltských řemesel, ochutnávku keltské kuchyně, workshopy i umění. Na festival se každoročně sjíždějí hudební skupiny z Čech i Evropy.

### Samhain
Samhain se tradičně slavil na přelomu října a listopadu, pro Kelty značil příchod zimy a začátek dalšího roku. Byl vnímán jako doba, kdy se hranice mezi světem živých a mrtvých stíraly. V Zemi Keltů jsou pro návštěvníky během tohoto svátku přichystány díly pro děti, lampiónový průvod a noční strašidelný skanzen.

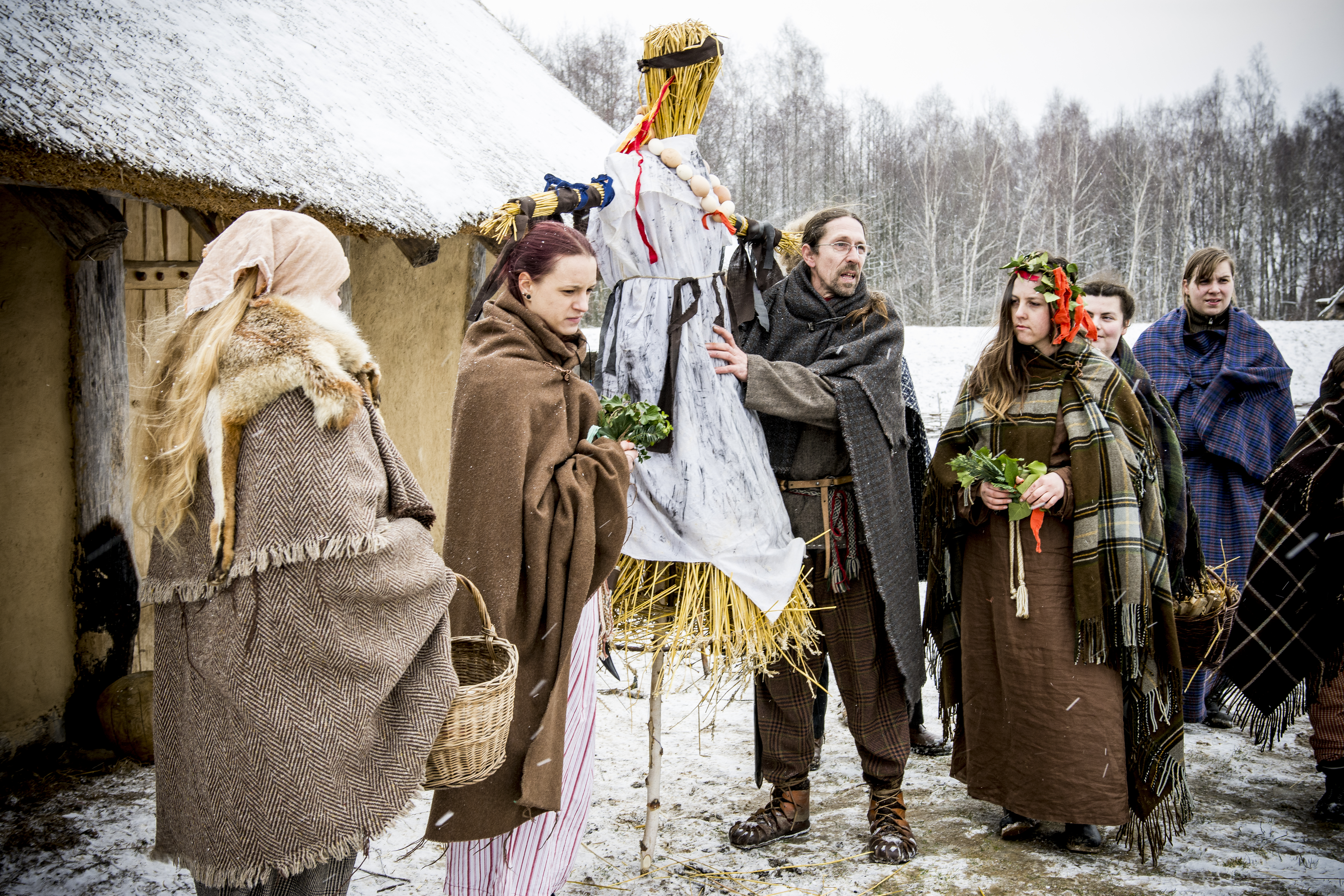
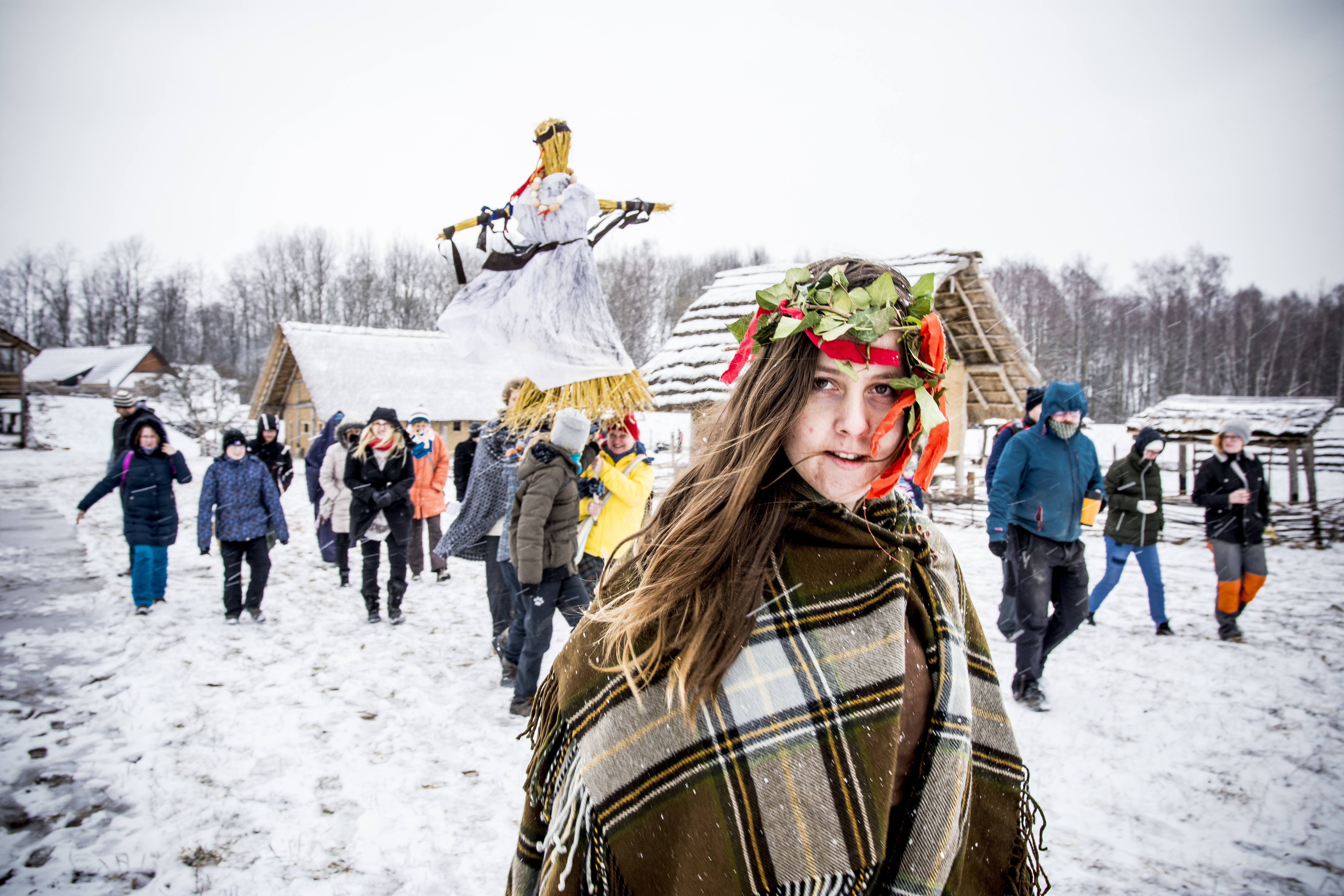
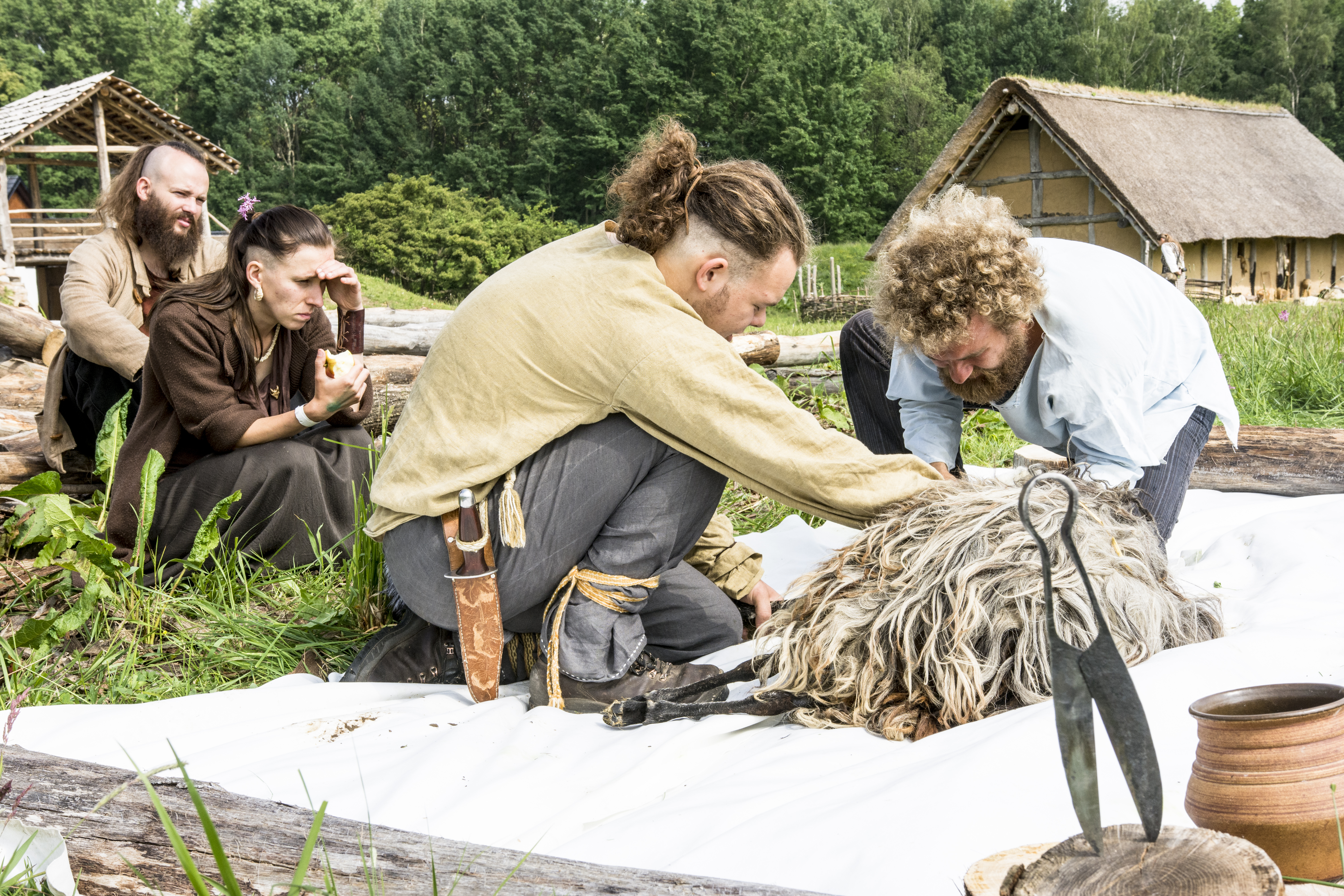
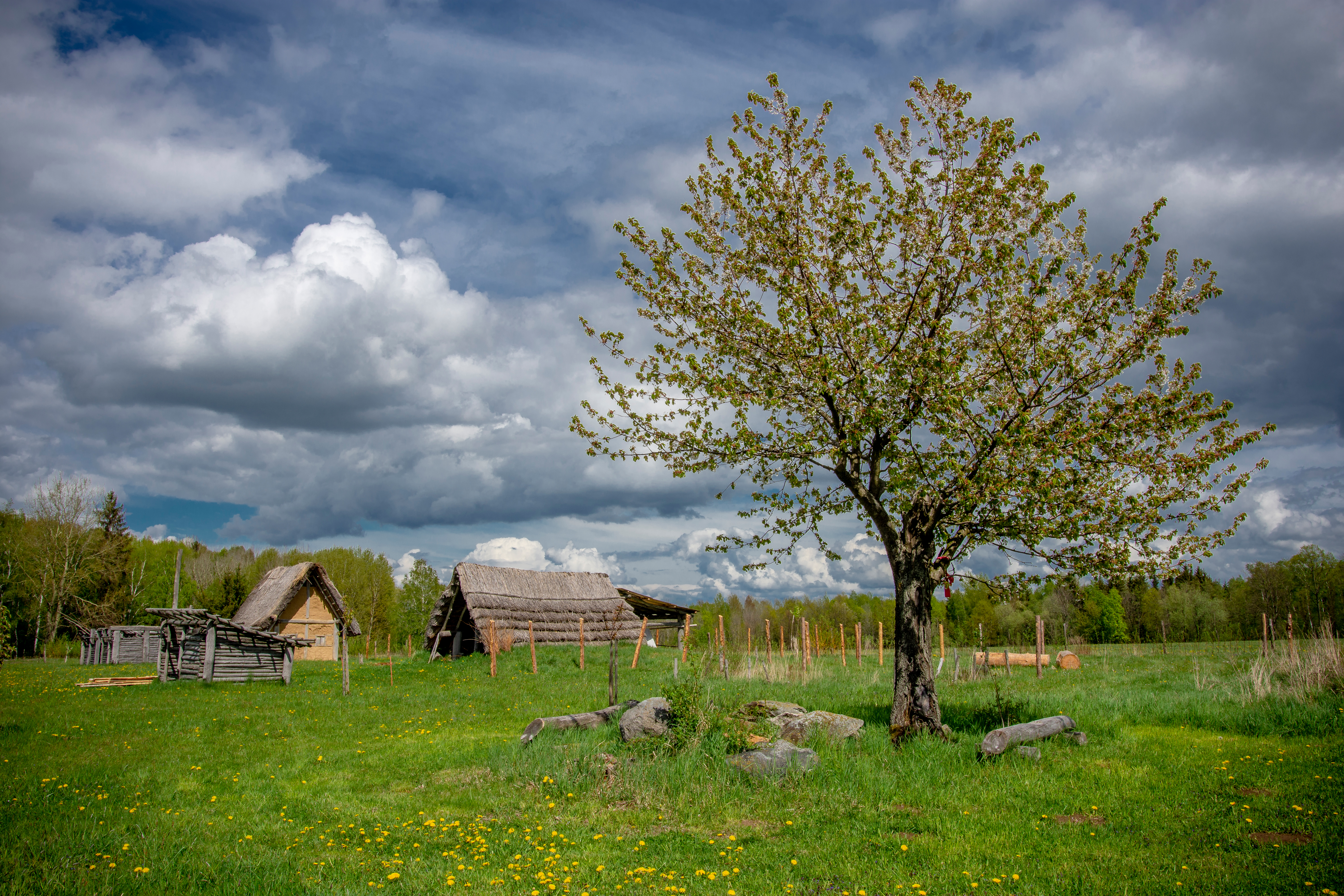
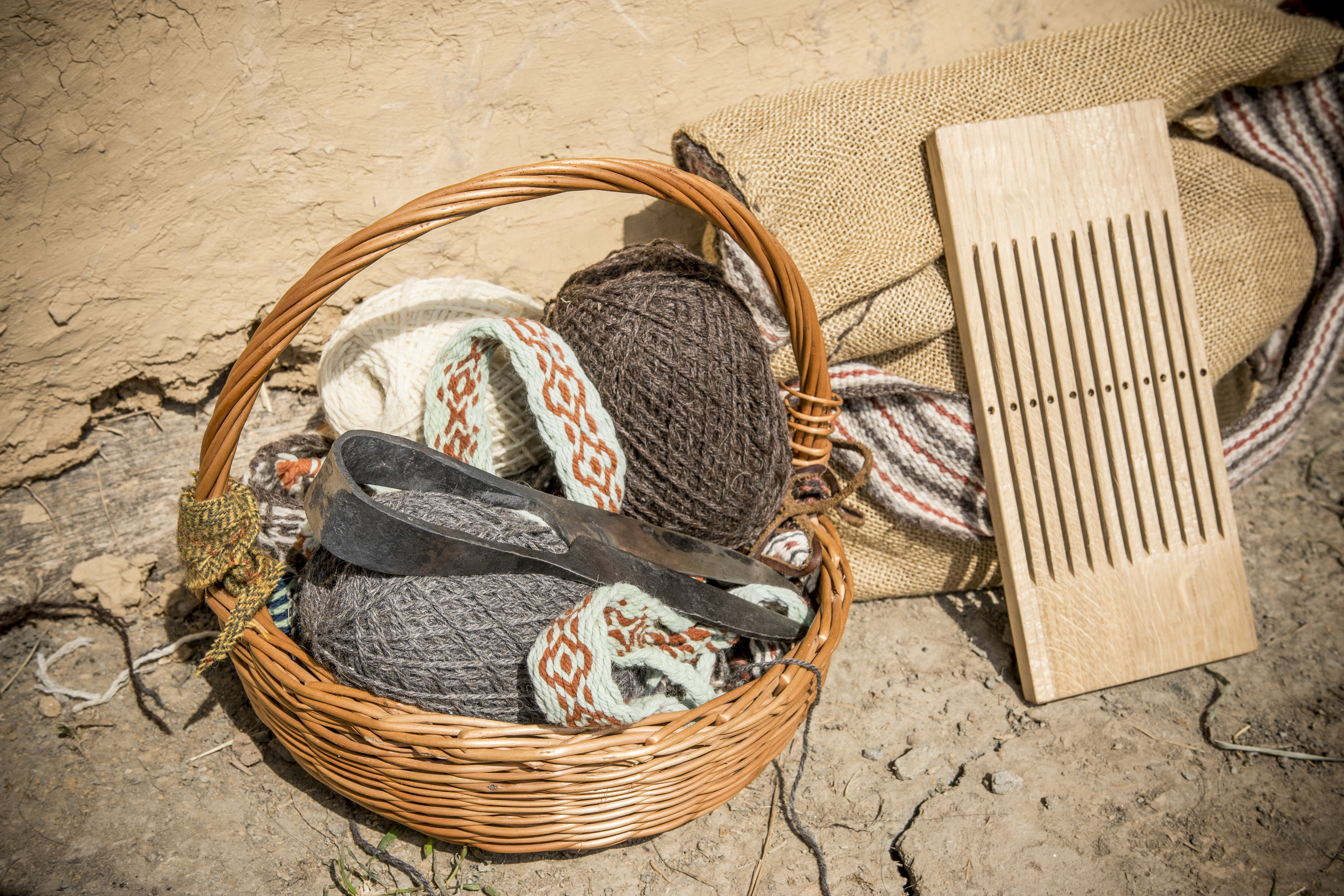
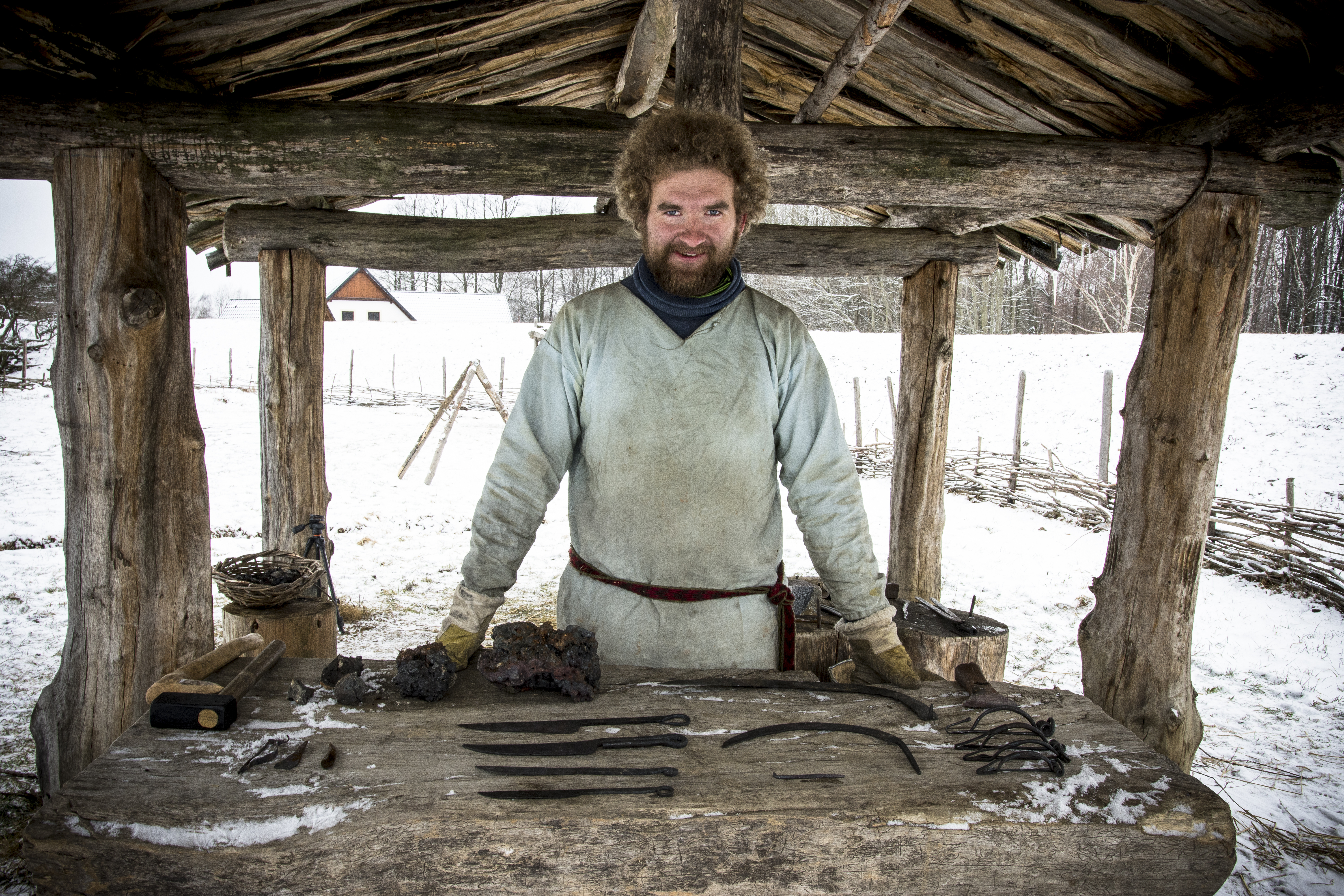
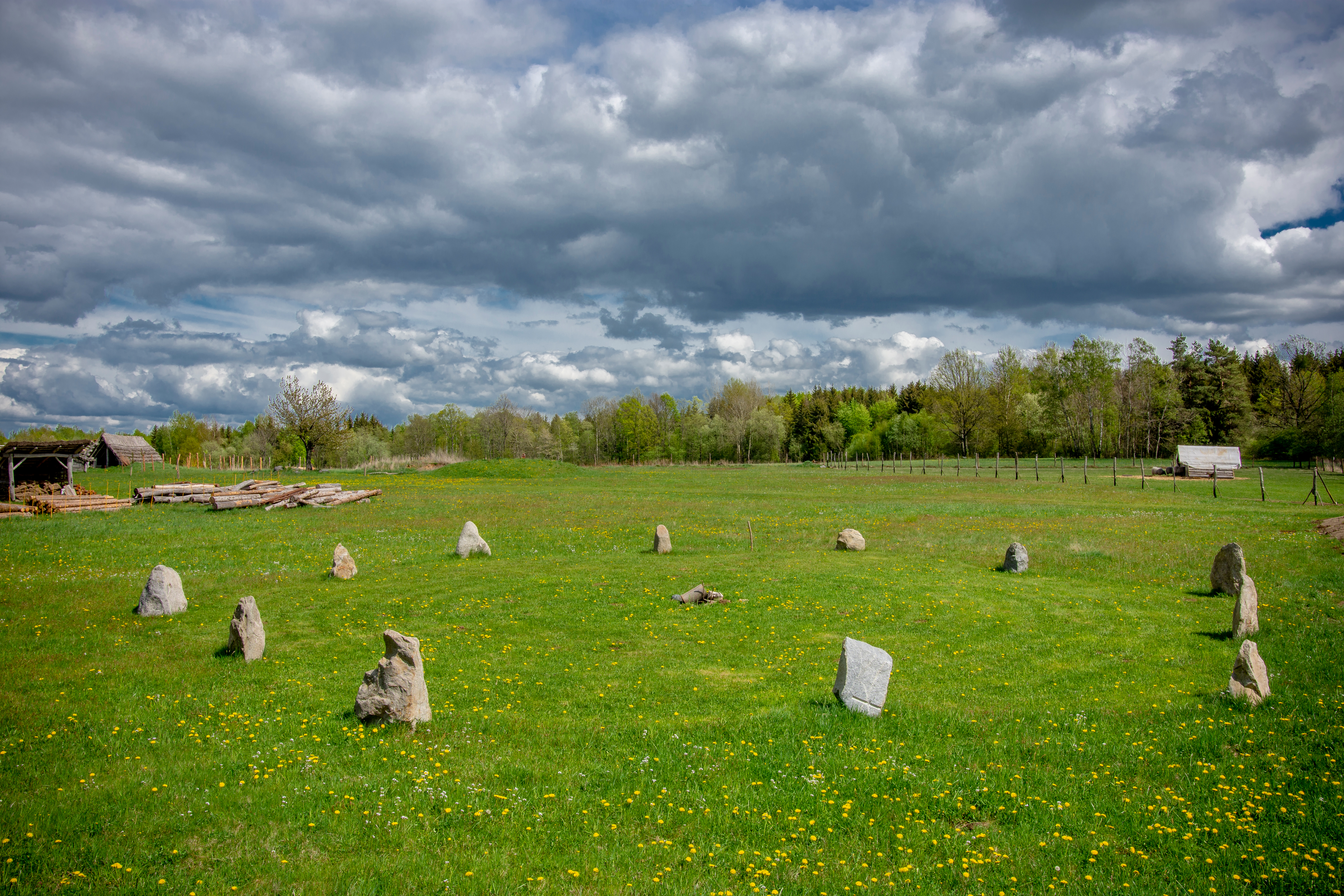
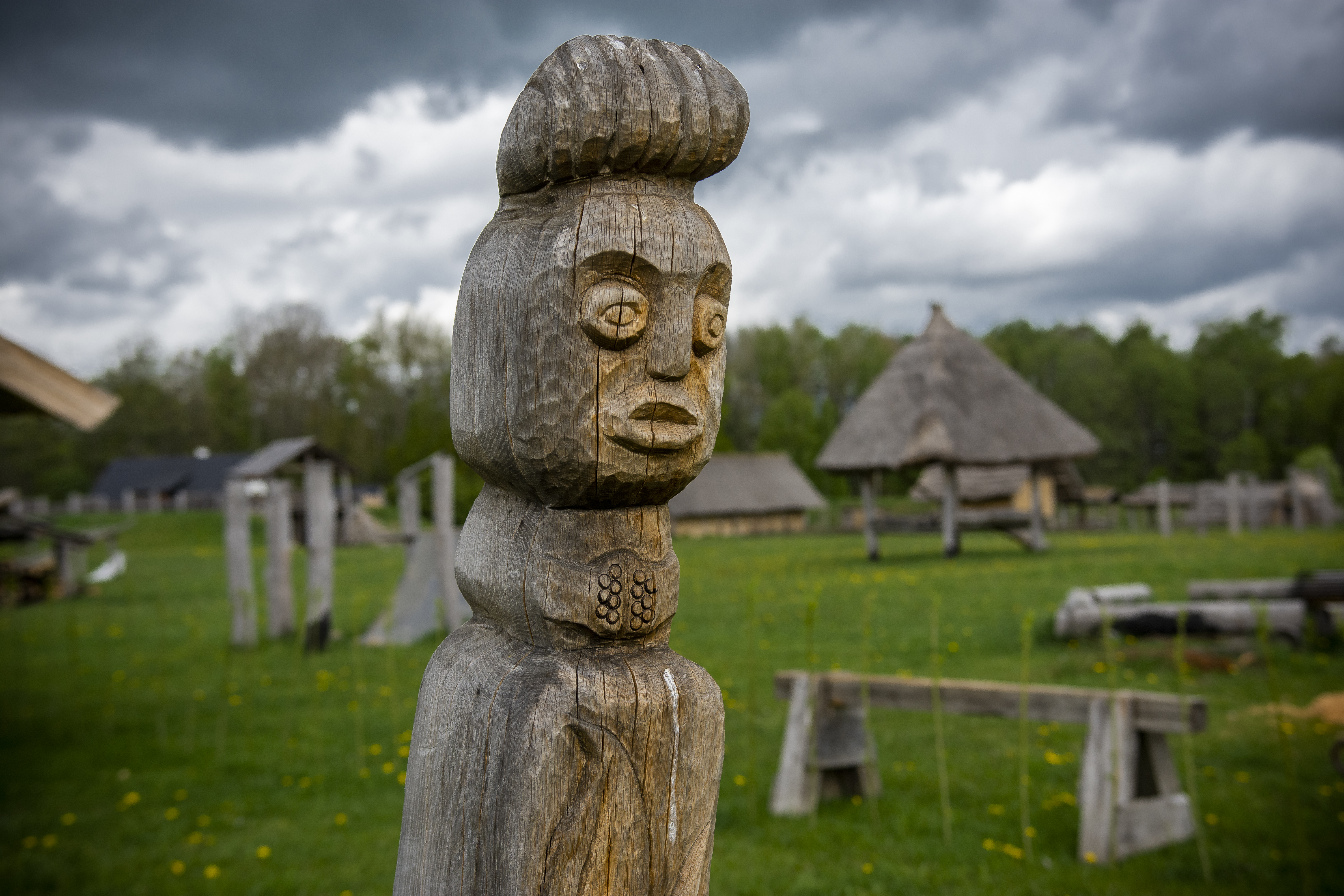
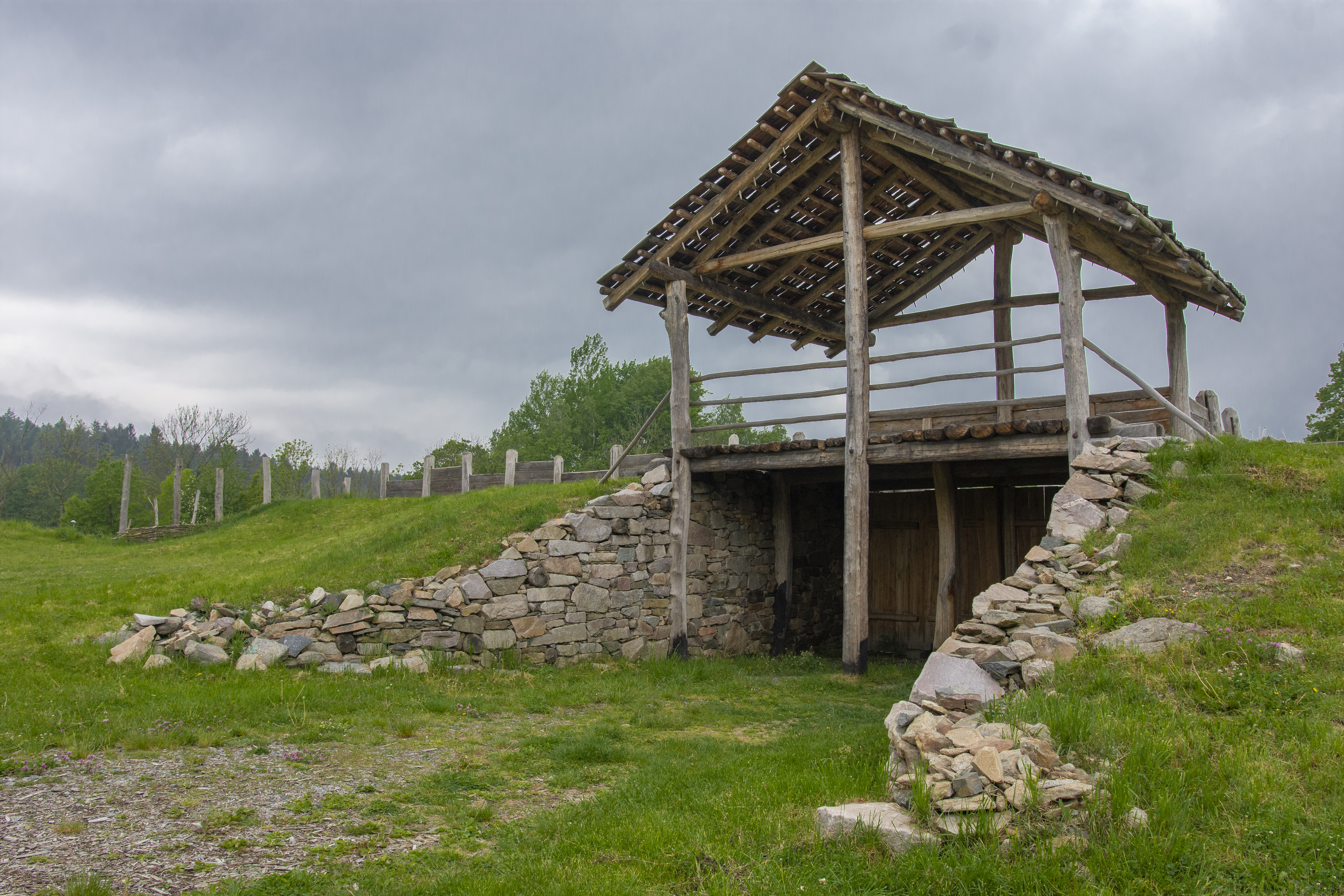
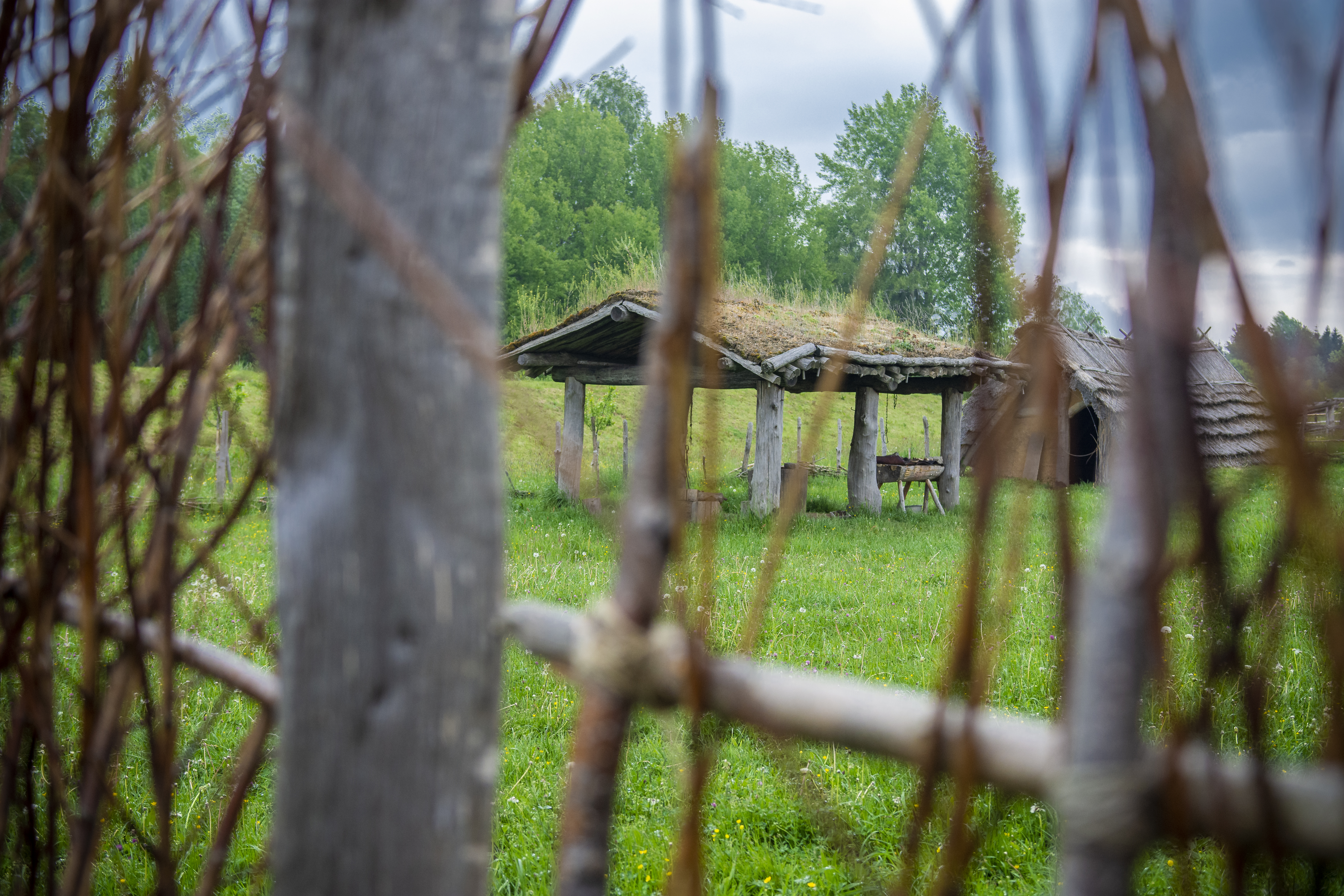